# لیپوواتس (توپولا)
لیپوواتس (به صربی: Lipovac) یک منطقهٔ مسکونی در صربستان است که در توپولا واقع شده‌است. لیپوواتس ۵۵۸ نفر جمعیت دارد.